# ヨハン・ペーテル・ファルク
ヨハン・ペーテル・ファルク（Johan Peter Falck、1732年1月20日 - 1774年3月31日）は、スウェーデンの博物学者である。「リンネの使徒たち」と呼ばれるカール・フォン・リンネの弟子の一人である。ロシア帝国で働いた。

## 略歴
ヴェステルイェートランド地方のBroddetorpで、巡回裁判官の息子に生まれた。1751年にウプサラ大学に入学し、リンネのもとで学び、リンネの息子の家庭教師も務めた。1760年にスウェーデンのゴットランド島での採集旅行を行った。デンマークのフレデリック5世が後援してペール・フォルスコールが率いたエジプト、アラビア、シリアの博物学探検（この探検はカールステン・ニーブール以外のすべての隊員がマラリアなどで病死することになる。）の隊員に推薦されたが選ばれなかった。1763年にサンクトペテルブルクのロシア科学芸術アカデミーの、薬用植物園の園長に任命された。1965年からサンクトペテルブルクの医学校の植物学と医学の教授となった。1768年にエカチェリーナ2世が後援する、シベリア探検にペーター・ジーモン・パラス、ヨハン・ゴットリープ・ゲオルギとともに参加し、5年以上もロシア南東部、シベリアの動植物を集め、ロシア科学アカデミーに送るとともに、リンネにも送った。うつ病が悪化し、探検からの帰途カザンで自殺した。彼の死後、膨大な旅行記（"Beyträge zur Topographischen Kenntnis Russischen des Reichs"、St. Petersburg 1785-1786)や、植物、動物、鉱物、岩石についての記録がゲオルギらによって出版された。
ヒルガオ科の植物の属名、Falkiaに献名された。